# Orchidantha vietnamica
Orchidantha vietnamica är en enhjärtbladig växtart som beskrevs av Kai Larsen. Orchidantha vietnamica ingår i släktet Orchidantha och familjen Lowiaceae.
Artens utbredningsområde är Vietnam. Inga underarter finns listade.